# یواس‌اس مارگریت (اس‌پی-۱۹۳)
یواس‌اس مارگریت (اس‌پی-۱۹۳) (به انگلیسی: USS Marguerite (SP-193)) یک کشتی است که طول آن ۶۰ فوت (۱۸ متر) می‌باشد. این کشتی در سال ۱۹۱۶ ساخته شد.